# نجر (الرياشية)

تعديل مصدري - تعديل

نجر هي إحدى قرى عزلة ثمن الرياشية بمديرية الرياشية التابعة لمحافظة البيضاء، بلغ تعداد سكانها 385 نسمة حسب تعداد اليمن لعام 2004.